# جان آبینری
جان آبینری (انگلیسی: John Abineri؛ ‏ ۱۸ مهٔ ۱۹۲۸ – ۲۹ ژوئن ۲۰۰۰) بازیگر اهل بریتانیا بود. از فیلم‌ها یا برنامه‌های تلویزیونی که وی در آن نقش داشته‌است، می‌توان به عملیات کراسبو، الماس‌ها همیشگی‌اند، رابین از شروود، پدرخوانده: قسمت سوم، خاکسپاری در برلین و پاپ ژوان اشاره کرد.